# Верхні Ірникші
Верхні Ірникші́ (рос. Верхние Ирныкши, башк. Үрге Ырныҡшы) — присілок у складі Архангельського району Башкортостану, Росія. Входить до складу Абзановської сільської ради.
Населення — 75 осіб (2010; 102 в 2002).
Національний склад:
- росіяни — 57 %
- башкири — 37 %